# Ministério do Ensino Superior, Ciência, Tecnologia e Inovação
| Ministério do Ensino Superior, Ciência, Tecnologia e Inovação                                       |                         |
| Rua do MAT, Complexo Administrativo "Clássicos do Talatona", Talatona, Luanda, LU www.mescti.gov.ao |                         |
| Atual ministro                                                                                      | Albano Vicente Ferreira |

O Ministério do Ensino Superior, Ciência, Tecnologia e Inovação (MESCTI) é um órgão do Governo da República de Angola auxiliar do Presidente da República que tem por missão conceber, formular, executar, monitorizar, fiscalizar e avaliar as políticas públicas e programas sectoriais do Governo nos domínios do ensino superior, ciência, tecnologia e inovação. 
O atual ministro do Ensino Superior, Ciência, Tecnologia e Inovação é Albano Vicente Ferreira.
Ministério do Ensino Superior, Ciência, Tecnologia e Inovação, assinou com a Hungria, um acordo de cooperação no domínio do Ensino Superior, Ciência, Tecnologia e Inovação. 